# Santana do Ipanema (ort)
Santana do Ipanema är en ort i Brasilien.   Den ligger i kommunen Santana do Ipanema och delstaten Alagoas, i den östra delen av landet, 1 400 km nordost om huvudstaden Brasília. Santana do Ipanema ligger 240 meter över havet och antalet invånare är 26 146.
Terrängen runt Santana do Ipanema är platt åt sydväst, men åt nordost är den kuperad. Santana do Ipanema ligger nere i en dal. Santana do Ipanema är det största samhället i trakten.
Omgivningarna runt Santana do Ipanema är huvudsakligen savann. Runt Santana do Ipanema är det ganska tätbefolkat, med 72 invånare per kvadratkilometer.